# 鬼打牆
鬼打牆，又稱鬼砌牆，意指人們在黑暗的環境中走路，自以為往前走，卻繞回原處的現象。古人不知其緣故，以為鬼在他們周圍砌了一道無形的牆，才讓他們沿著牆走回原處，故用此名稱。「鬼打牆」一詞現在引申為在一件錯誤的事情上打轉，且不斷重複。

## 概況
民間傳說在半夜或無人的曠野、墳場，有人獨自趕路，明明是朝著一個方向在走，可是過了很久後發現自己回到了出發的地點，最後在同一條路或一个固定的地方绕圈子。有登山愛好者表示在白天時，於深山行走時曾發生類似鬼打牆的經驗。
鬼打牆多發生於獨自一人時，亦有兩人以上，甚至集體發生的例子，但該情形較為罕見。在台灣發生鬼打牆的例子裡，偶爾還會伴隨著芒神（台語發音為魔神仔）的民間傳說，但實際遇到的人並不多

## 科學研究
2009年9月，德国馬克斯·普朗克生物控制研究所的心理学家詹·L·索曼（Jan L. Souman）所帶領的團隊在《當代生物學》期刊發表一篇與此議題相關的研究論文。
在當中的一項實驗裡，15個志願者蒙住雙眼，佩戴GPS接收器，試圖沿直線穿過一片空曠的空地。他們當中大多數人都沿著這條路線蜿蜒前行，偶爾會繞圈，圓圈的直徑小到20米。
實驗中也有讓受試者穿上其中一腳鞋底加厚的鞋子以模擬人腿的長短，結果並沒有顯著的影響。詹·L·索曼以科學角度推論：其原因是人脑的左右前庭系统有微小的差异，而不是人腿的长短与向左或向右转的倾向的原因。